# Interscope Records
Interscope Records est un label discographique américain, basé à Santa Monica, en Californie. Le label fait partie du groupe Interscope-Geffen-A&M, filiale d'Universal Music Group, une division de Vivendi S.A.. Interscope est fondé en 1989 par Jimmy Iovine et Ted Field en tant que coentreprise de 20 millions $ avec Atlantic Records de Time Warner. À cette période, il se différencie des autres labels en laissant les A&R prendre les décisions, et en laissant aux producteurs les entiers droits créatifs. Il atteint le succès un an après son lancement, et en tire profit dès 1993.
En 1992, Interscope acquiert les droits exclusifs de distribution du label de rap hardcore Death Row. Les albums des membres de Death Row incluant 2Pac, Dr. Dre et Snoop Doggy Dogg font polémique au milieu des années 1990 ; de ce fait, Time Warner décide de couper les ponts avec Interscope en revendant 50 % de ses parts à Field et Iovine pour 115 millions $ en 1995. En 1996, 50 % du label est acquis par MCA Music Entertainment Group pour, selon les estimations, 200 millions $,.
Iovine est directeur et CEO jusqu'en mai 2014. Il est remplacé par John Janick.

## Histoire

### Origines et succès (1989–1995)
En 1989, Ted Field lance Interscope Records en tant que division pour sa société, Interscope Communications. Pour la diriger, il engage John McClain, qui incarne le rôle central dans le succès de Janet Jackson chez A&M Records, et Tom Whalley, ancien chef A&R de Capitol Records. Chacun de leur côté, Iovine, qui a notamment produit pour U2, Bruce Springsteen, et John Lennon, tente de récolter des fonds pour lancer le label. « Je me suis dis, 'la musique va changer' » déclare Iovine en 1997. « 'Les jeunes ne voudront pas que je fasse partie de leur groupe.' Mais j'aime travailler dans ce qui est nouveau [...]. »
Iovine et Field se rencontrent grâce à Paul McGuinness, ancien manager des U2. Après plusieurs négociations menées par David Geffen, ils trouvent enfin un arrangement et Interscope Records est fondé en 1990 en tant que coentreprise Atlantic Records. Dans un article du magazine Rolling Stone datant de 1997, David Wild écrit que « le lancement d'Interscope a coïncidé avec une période de changement musical incroyable. Nirvana a marqué ce remplacement... Alors que les majors étaient remplies d'anciens artistes qui devaient se forger une nouvelle réputation d'une autre ère, Interscope s'occupait de signer de nouveaux artistes qui – comme le dirait Iovine – pourraient 'tout faire basculer',,,. »
Situé à Westwood en Californie, Interscope est dirigé par des « musicos ». La première publication d'Interscope s'intitule Rico Suave du rappeur équatorien Gerardo Mejía en décembre 1990 ; le single atteint la deuxième place du Billboard Hot 100 en avril 1991. Les débuts de Primus sur Interscope se font en mai, avant la publication de l'album Music for the People de Marky Mark and the Funky Bunch en juillet. Ce dernier contient le single à succès Good Vibrations. Deux jours après avoir écouté sa demo, Whalley signe Tupac Shakur, et Interscope publie 2Pacalypse Now, son premier album, en novembre 1991.
Interscope commence à se forger une réputation dans le genre alternatif en 1992. En plus du deuxième album de Primus, le label publie l'album homonyme de No Doubt, l'album Mrantime du groupe Helmet, Bigger, Better, Faster, More! des 4 Non Blondes et, par le biais d'une coentreprise avec TVT/Nothing Records, l'EP intitulé Broken des Nine Inch Nails. Cependant, le succès d'Interscope dans les genres alternatif et rock est éclipsé par des polémiques lancées en septembre 1992 par le vice-président Dan Quayle qui accuse Interscope d'être responsable de la mort d'une personne tuée par un individu qui écoutait 2Pacalypse Now dans un camion volé. La famille de la victime poursuit en justice Shakur et Interscope,. Plus tôt en 1992, Interscope négocie un contrat de 10 millions $ avec Dr. Dre et Marion « Suge » Knight pour financer et distribuer leur label, Death Row Records. Ces négociations sont initiées par McClain, qui rencontrera Dre pendant les enregistrements de son premier album solo, The Chronic,. À la fin de l'année suivante, The Chronic se vend à près de 3 millions d'exemplaires. Le premier album de Snoop Dogg, Doggystyle, se vend à plus de 800 000 mille exemplaires la première semaine, et Primus et 4 Non-Blondes atteignent le Top 20 des classements américains. En 1993, Interscope tire profit de ce succès avec 90 millions $ de gains,.
Interscope se popularise davantage dans les genres rock et alternatifs en 1994. Le label investit 2,5 millions $ pour une coentreprise avec Trauma Records qui publiera trois chansons classées premier, et l'album Sixteen Stone de Bush certifié disque de platine. L'album The Downward Spiral des Nine Inch Nails atteint la deuxième place des classements et est bien accueilli par la presse spécialisée. Portrait of an American Family de Marilyn Manson, l'album Rubberneck des Toadies et Betty de Helmet sont également bien accueillis,.

### Des polémiques à Shady (1995–2000)
En mai 1995, les polémiques ciblant le gangsta rap et les paroles explicites enflent lorsque Bob Dole, Chef de partis au Sénat des États-Unis, accuse Interscope de glorifier la violence et la soumission des femmes. Entre autres, le label est aussi critiqué par William J. Bennett et C. DeLores Tucker. En septembre, Time Warner annonce vouloir couper les ponts avec Interscope en revendant la moitié de ses intérêts à Field et Iovine pour 115 millions $,. La direction d'Interscope est acquise par EMI, BMG, PolyGram et MCA. Le 1er décembre 1995, le Los Angeles Times note qu'avec cinq albums dans les classements pop et des ventes à 350 millions $ pendant les trois années précédentes, « ce qui aurait pu être un mouvement politique pour Time Warner ressemble maintenant à un fiasco financier ». En février 1996, MCA Records rachète 50 % d'Interscope pour, selon les estimations, 200 millions $.
Dre quitte Death Row en milieu 1996 à la suite de tensions sur la direction créative du label, et lance Aftermath Entertainment, une nouvelle coentreprise avec Interscope. En novembre, Aftermath se lance avec l'album Dr. Dre Presents the Aftermath. Le contrat de Death Row deal reste en place jusqu'en 1998, à l'incarcération de Knight pour violations de conditionnelle,,. En novembre 1996, avec des albums de Bush, Snoop Dogg, No Doubt et Tupac Shakur, Interscope devient le premier label en 20 ans à maintenir quatre hits successifs aux classements Billboard. Six autres publications d'Interscope se maintiendront au Top 100. Le label est fréquemment critiqué pour ses artistes et coentreprise, mais acquiert 250 millions $ de revenus.
En 1996, MCA Music Entertainment est renommé Universal Music Group. En 1998, la société mère d'Universal Music Group, Seagram, acquiert PolyGram. Geffen Records de MCA et A&M Records de PolyGram fusionnent avec Interscope et, au début de 1999, Interscope Records commence à opérer sous le nom d'Interscope Geffen A&M Records, avec Iovine et Field à sa tête
L'assistant d'Iovine (et ancien interne) Dean Geistlinger assiste à une performance d'Eminem aux Rap Olympics de Los Angeles en 1997 ; il remettra un CD d'Eminem à Iovine qui, en retour, le passera à Dre. En février 1999, Aftermath publie The Slim Shady LP. L'album atteint la deuxième place des classements et remporte deux Grammy Awards. Plus tard en 1999, Eminem et son manager, Paul Rosenberg, fondent Shady Records.

### Du départ de Field à Beats (2000–2010)
Interscope/Shady publie The Marshall Mathers LP d'Eminem le 23 mai 2000. Il devient l'album de rap le plus rapidement vendu de l'histoire avec 1,76 million d'exemplaires la première semaine. En octobre, Interscope lance sa relation avec U2 après avoir acquis les droits de distribution américaine pour l'album All That You Can't Leave Behind. Iovine tente de signer U2 depuis 1990.
En 2001, Field abandonne sa place de directeur d'Interscope pour lancer un nouveau label. Parti en bons termes, Field confie son anxiété de « redevenir entrepreneur ». Un accord avec Universal permet à Field de se rétracter un an avant l'expiration de son contrat,. Whalley, président d'Interscope depuis 1998, accepte le rôle de directeur de Warner Bros. Records en mai 2000, tout en restant chez Interscope jusqu'à l'expiration de son contrat en août 2001.
Interscope/Shady publie The Eminem Show en mai 2002 et la bande-son du film autobiographique 8 Mile d'Eminem en octobre 2002 ; les deux titres réunis engrangent 11 000 000 d'exemplaires vendus avant la fin de l'année,. En février 2003, Shady/Aftermath/Interscope frappent encore avec le premier album de 50 Cent, Get Rich or Die Tryin'. Il se vend à 872 000 exemplaires en cinq jours. En avril, la signature de 50 Cent à G-Unit Records est annoncée et pourrait être éventuellement distribué par Interscope. En novembre 2003, Universal Music Group acquiert DreamWorks Records et fusionne en 2004 avec Interscope Geffen A&M Records. Le staff A&R de DreamWorks reste et les artistes du label sont déployés entre Geffen et Interscope. Entre autres, Interscope hérite de Blink-182, The All-American Rejects, et de Nelly Furtado.
En mars 2005, Interscope lance Cherrytree Records avec Martin Kierszenbaum, pour les opérations à l'international. Kierszenbaum, également producteur et A&R exécutif, se concentre initialement sur la signature d'artistes en dehors des États-Unis. Feist et Robyn sont, entre autres, les premières signées chez Cherrytree,.
Quatre des publications d'Interscope atteignent le Top 10 des meilleures ventes de l'année en 2005 : The Massacre (50 Cent) à la première place, Encore (Eminem) à la deuxième place, Love.Angel.Music.Baby. (Gwen Stefani) à la sixième place, et How to Dismantle an Atomic Bomb (U2) à la huitième place. The Documentary de The Game est classé 16e et Monkey Business des Black Eyed Peas est classé 18e. En 2006, Dre et Iovine lancent Beats Electronics,.
Le premier album studio de Lady Gaga, The Fame, est publié en août 2008 ; il est réédité avec huit nouvelles chansons sous le titre de The Fame Monster en novembre 2009. Interscope engrange quatre singles à succès au Hot 100 avec Boom Boom Pow (#1) et I Gotta Feeling (#4) des Black Eyed Peas ; Poker Face (#2) et Just Dance (#3) de Lady Gaga.

### De Lady Gaga à John Janick (depuis 2010)
En juin 2010, Relapse d'Eminem atteint la première place des classements Billboard, son sixième album. Born This Way de Lady Gaga est publié en mai 2011, et débute à la première place des classements de 23 pays. Aux États-Unis, avec plus d'un million d'exemplaires vendus la première semaine. Quatre singles issus de l'album — Born this Way, Judas, The Edge of Glory, et You and I — atteignent le top 10 du Billboard Hot 100,.
Interscope signe Madonna et Van Halen en 2011. Les deux sont anciens membres de Warner Bros. Records ; ils sont pour la première fois publiés à Interscope en 2012. En octobre 2012, John Janick est nommé président et COO d'Interscope Geffen A&M Records. Fondateur de Fueled by Ramen, Janick connait le succès notamment grâce à Jimmy Eat World, Fall Out Boy, Panic! at the Disco et Paramore. À cette période, Iovine aurait choisi Janick pour être son successeur. L'intérêt d'Iovine se tourne vers Beats, qui domine le marché des casques audio en 2012 avec des revenus à 512 millions $,. En mai 2014, après l'acquisition de Beats par Apple, Iovine se rétracte. Janick est alors nommé directeur et CEO d'Interscope Geffen A&M,.
Six albums d'Interscope atteignent les classements Billboard en fin d'année 2014 : The Marshall Mathers LP 2 d'Eminem, Ultraviolence de Lana Del Rey, V de Maroon 5, Native de OneRepublic, Artpop de Lady Gaga, et Oxymoron de Schoolboy Q. En décembre 2014, la signature de Selena Gomez à Interscope, anciennement chez Hollywood Records, est annoncée. Smoke and Mirrors du groupe Imagine Dragons atteint la première place du Billboard en mars 2015. Deux semaines plus tard, l'album de Kendrick Lamar, To Pimp A Butterfly, atteint la première position pendant deux semaines consécutives. En 2015, Justin Lubliner, patron du label Darkroom, signe Billie Eilish alors âgée de 14 ans, pour Interscope Records après l'avoir découverte avec sa chanson Ocean Eyes. En 2019, son premier album When We All Fall Asleep, Where Do We Go? est numéro 1 du Billboard 200 ainsi que dans plus d'une vingtaine de pays, tandis que le titre Bad Guy est à la même position au Billboard Hot 100. En janvier 2020, la chanteuse et son frère Finneas O'Connell raflent cinq Grammy Awards. Camila Cabello rejoint le label en septembre 2022.

## Labels affiliés

### Actuels
- 19 Recordings (depuis 2011)
- 222 Records (depuis 2014)
- Aftermath Entertainment (depuis 1996)
- Bad Boy Records (depuis 2009)
- Cherrytree Records (depuis 2005)
- Division1 (depuis 2013)[56]
- Creative Arts Recordings (depuis 2016)
- Play The Beat Entertainment (depuis 2015)
- DGC Records (depuis 2007)
- Dreamville Records (depuis 2014)[57]
- Hits Since '87 (depuis 2013)
- Insomniac Records (depuis 2014)[58]
- Konichiwa Records (depuis 2007)
- EarDrummers Entertainment (depuis 2013)
- Mad Love Records (depuis 2014)
- N.E.E.T. Recordings (depuis 2008)
- Qwest Records
- Shady Records (depuis 1999)
- Kidinakorner Records (depuis 2011)
- Streamline Records (depuis 2007)
- Tennman Records (depuis 2007)
- Will.i.am Music Group (depuis 2009)
- Zone 4 (depuis 2007)
- Darkroom (depuis 2015)

### Anciens
- A&M Octone Records (2007-2014)
- Atlantic Records (1989-1995)
- EastWest Records (1989-1996)
- SKG Music (1999-2004 ; fusionné avec Geffen et Interscope)
- Death Row Records (1992-1997)
- El Cartel Records
- Star Trak Entertainment (2005-2015)
- Rockland Records (1998-2004)
- G-Unit Records (2003-2010)
- Mosley Music Group (2006-2014)
- Nothing Records (1992-2007)
- Ruff Ryders Entertainment (1999-2010)
- Trauma Records (1993-2004)

## Artistes
- 50 Cent
- +44
- 2Pac
- Azealia Banks
- Alessandro Safina
- AFI
- The All-American Rejects
- Audioslave
- Aliana Lohan
- All Time Low
- Billie Eilish
- Black Tide
- Blackpink
- Blink-182
- Bobby Creekwater
- Bishop Lamont
- Black Eyed Peas
- Ca$his
- Camila Cabello
- Carly Rae Jepsen
- Cinema Bizarre
- Chris Cornell
- Christina Milian
- Colby O'Donis
- D-12
- Daddy Yankee
- Die Antwoord
- DJ Lethal
- DJ Snake
- Dr. Dre
- Eminem
- Elan Atias
- Elton John
- Escape the Fate
- Esmée Denters
- Enter Shikari
- Enrique Iglesias
- Evan Rachel Wood
- Ellie Goulding
- Fam-Lay
- Far East Movement
- The Fratellis
- From First to Last
- Gavin Rossdale
- Greyson Chance
- Girlicious
- G-Unit
- Kina Grannis
- Gwen Stefani
- Guns N' Roses
- Girls' Generation
- The Hives
- Iggy Azalea
- Imagine Dragons
- Juice Wrld
- JoJo
- James Morrison (chanteur)
- Jimmy Eat World
- Jonny Lang
- Jurassic 5
- Jasmine Villegas
- Jeon So-mi
- Kardinal Offishall
- Kate Voegele
- Keri Hilson
- Keke Palmer
- Keane (groupe)
- Kenna
- Kaki King
- Kendrick Lamar
- Lady Gaga
- Leslie Feist
- Limp Bizkit
- LMFAO
- Lloyd
- Lana Del Rey
- MGK
- Madonna
- Maroon 5
- Marky Mark and the Funky Bunch
- Mickey Avalon
- M.I.A.
- M.O.P.
- Mobb Deep
- Ms. Dynamite
- Mindless Behavior
- Natalia Kills
- New Edition
- No Doubt
- Nicole Scherzinger
- OneRepublic
- Olivia Rodrigo
- Papa Roach
- Pia Mia Perez
- The Pretty Reckless
- Pharrell Williams
- The Pipettes
- Playboi Carti
- Primus
- Queens of the Stone Age
- The Rasmus
- Rev Theory
- Rise Against
- Robyn
- The Rolling Stones
- Robin Thicke
- Scars on Broadway
- Schoolboy Q
- Simian Mobile Disco
- Sleeping at Last
- Space Cowboy
- Soulja Boy Tell 'Em
- Sugababes
- Stromae
- Selena Gomez
- Timbaland
- t.A.T.u.
- Tokio Hotel
- Trust Company
- TV on the Radio
- U2
- The Wallflowers
- Weezer
- Will Smith
- Willow Smith
- Wolfmother
- Will.i.am
- Yeah Yeah Yeahs
- Yeat
- Young Hot Rod
- Yelawolf
- Zedd